# Zhang Zhan
Zhang Zhan (chinesisch 張展 / 张展, Pinyin Zhāng Zhǎn; geboren am 2. September 1983 in Xianyang, Provinz Shaanxi) ist eine chinesische Bürgerjournalistin, Bloggerin und ehemalige Anwältin, die durch die chinesischen Behörden verfolgt und im Dezember 2020 für ihre Berichterstattung über die COVID-19-Pandemie in Wuhan zu vier Jahren Gefängnis verurteilt wurde. Sie ist die erste Journalistin, die wegen ihres Bürgerjournalismus zur Pandemie in China verurteilt wurde. Im November 2021 berichtete ihre Familie, dass Zhang sich aufgrund ihres fortgesetzten Hungerstreiks in Lebensgefahr befinde. Im selben Monat teilte das Auswärtige Amt mit, dass die deutsche Botschaft in China vom chinesischen Außenministerium die „unverzügliche Freilassung“ Zhangs gefordert habe. Diese Forderung war zuvor bereits von der US-Regierung, der Europäischen Union und mehreren Nichtregierungsorganisationen erhoben worden. Im Mai 2024 wurde schließlich ihre Freilassung bekanntgegeben, Zhang stehe aber weiterhin unter strenger Überwachung.
Zhang sitzt seit August 2024 in der Haftanstalt von Pudong in Shanghai. Im November 2024 wurde sie formal wegen „Provokation von Streit und Sabotage der gesellschaftlichen Ordnung“ angeklagt.

## Leben
Zhang studierte Finanzwissenschaften an der Universität für Wirtschaft und Finanzen Südwestchinas.
Sie arbeitete als Anwältin und zog im Jahr 2010 von der Provinz Shaanxi nach Shanghai. Später gab sie ihre Anwaltszulassung zurück. Im September 2019 protestierte sie in Shanghai für Hongkong und ein Ende der Herrschaft der Kommunistischen Partei Chinas. Sie wurde inhaftiert, trat in einen Hungerstreik und wurde nach 65 Tagen aus der Haft entlassen.
Anfang Februar 2020 reiste sie als unabhängige Journalistin von Shanghai nach Wuhan, um über die COVID-19-Pandemie dort zu berichten. Sie dokumentierte überfüllte Krankenhäuser, leere Läden, das Wuhan-Institut für Virologie, Krematorien, die Inhaftierung anderer unabhängiger Journalisten und die Belästigung von Familien von Opfern der Pandemie, die in Livestreams und Essays Rechenschaft ablegen wollten. Laut Zhang liefen die Krematorien in Wuhan Tag und Nacht, während die staatlichen chinesischen Medien behaupteten, die Pandemie sei unter Kontrolle. Zhangs Berichterstattung erfolgte über YouTube und Twitter, die in China gesperrt, aber über ausländische VPNs zugänglich sind.
Bürgerjournalisten waren eine der wenigen Quellen für ungefilterte Informationen über die Pandemie in China. Ihre Zahl ist jedoch verhältnismäßig gering.
Im Gegensatz zu kritischen Berichten anderer Aktivisten, wie etwa die „Wuhan-Tagebücher“ von Fang Fang oder die Videos der Blogger Chen Qiushi, Li Zehua und Fang Bin, erreichten Zhangs insgesamt 122 Videoclips allerdings nur wenige tausend Menschen. Ihre Videos waren laut TAZ „oft nur kurze, verwackelte Straßenaufnahmen“ und „geprägt von Auseinandersetzungen mit Polizisten, die sie immer wieder auffordern, das Filmen zu unterlassen“. Zudem wurde sie im chinesischen Twitter-Pendant Weibo z. B. dafür kritisiert, „wirr und konfus“ zu sprechen.
Das Netzwerk chinesischer Menschenrechtsverteidiger, eine chinesische Menschenrechtsgruppe, berichtete, dass Zhang am 14. Mai 2020 verschwand. Später wurde bekannt, dass sie von der Polizei festgenommen und nach Shanghai zurücktransportiert worden war. Sie war bis Ende Juni ohne Anklage inhaftiert. Zhang ist eine von mehreren Journalisten, darunter Li Zehua, Chen Qiushi und Fang Bin, die gleichzeitig vermisst wurden.
Im September 2020 trat Zhang einen Hungerstreik an und wurde durch eine Magensonde zwangsernährt. Laut einem von Zhangs Anwälten, Zhang Keke, seien ihre Hände 24 Stunden am Tag gefesselt worden, um zu verhindern, dass sie sie entfernt.
Ihr Anwalt Ren Quanniu beschrieb sie als sehr schwach: „Zusätzlich zu Kopfschmerzen, Schwindel und Magenschmerzen gab es auch Schmerzen in Mund und Rachen. Sie sagte, dies könne eine Entzündung aufgrund des Einführens einer Magensonde sein.“
Sie wurde beschuldigt, Streitigkeiten gesucht und Ärger provoziert zu haben; eine Anklage, die die chinesische Regierung häufig dazu nutzt, um Kritiker zu inhaftieren, und zu vier Jahren Gefängnis verurteilt. Zhang wurde beschuldigt, den ausländischen Medien Radio Free Asia und The Epoch Times gegenüber böswillige Mutmaßungen über die COVID-19-Pandemie in Wuhan geäußert und verbreitet zu haben. Der Prozess dauerte weniger als drei Stunden. Ihre Unterstützer und ein britischer Diplomat konnten während des Prozesses den Gerichtssaal nicht betreten. Sie wurde von einem Gericht in Shanghai zu vier Jahren Haft verurteilt. Damit war sie die erste Journalistin, die wegen ihrer Berichterstattung über die COVID-19-Pandemie in China verurteilt wurde. Zhang wurde von mehreren Anwälten vertreten, darunter Ren Quanniu und Zhang Keke.
Die EU verlangte am 29. Dezember 2020, dass sie sofort freigelassen wird.
Durch den fortgesetzten Hungerstreik befand sich Zhang nach Auskunft ihrer Mutter, die zuvor mit ihr gesprochen hatte, Ende Oktober 2021 in Lebensgefahr. Amnesty International und Reporter ohne Grenzen forderten ihre umgehende Freilassung, wie auch die US-amerikanische und die Bundesregierung. Die Forderungen der nicht-staatlichen Organisationen waren von Chinas Regierung als „chinafeindliche politische Manipulation“ zurückgewiesen worden. Anfang Januar 2023 war über den Gesundheitszustand Zhangs weiterhin nichts Genaues bekannt, da durch die Gefängnisbehörden nur kurze telefonische und sporadische Briefkontakte zur Familie erlaubt wurden. Im Mai 2024 kam sie nach vierjähriger Haft frei.
Im November 2021 bekam Zhang einen von drei Press Freedom Awards (Pressefreiheitspreisen) von Reporter ohne Grenzen verliehen.
Liao Yiwu hat seinen eigenen Bericht und Protest zum Fall Zhang Zhan als letztes Nachwort in seinen Dokumentarroman „Wuhan“ eingefügt (Frankfurt 2022, S. 328–338).
Zhang ist bekennende Christin.